# Annus horribilis
Annus horribilis (mn. anni horribiles) je latinský výraz, který znamená „strašný rok“. Doplňuje se s annus mirabilis, což znamená „báječný rok“.

## Původ fráze
Fráze „annus horribilis“ byla použita v roce 1891 v anglikánské publikaci k popisu roku 1870, kdy bylo v katolické církvi definováno dogma o papežské neomylnosti.

## Použití

### Alžběta II.

#### 1992
Výraz vynesla do popředí královna Alžběta II. V projevu v Guildhallu dne 24. listopadu 1992, u příležitosti svéhorubínového jubilea na trůnu. Řekla:
Rok 1992 není rokem, na který se budu ohlížet s nezředěným potěšením. Slovy jednoho z mých soucitnějších dopisovatelů, šlo o annus horribilis.
Později bylo odhaleno, že „soucitným dopisovatelem“ byl její bývalý asistent soukromého tajemníka sir Edward Ford. Mezi nepříjemné události, které se staly královské rodině v tomto roce, patří:
- Zveřejnění fotografií týkajících se aféry mezi Sarah, vévodkyní z Yorku a texaským ropným milionářem Stevem Wyattem (18. ledna)
- Odloučení královnina druhého syna prince Andrewa, vévody z Yorku od své manželky Sarah (19. března)
- Rozvod královniny dcery Anne, královské princezny s kapitánem Markem Phillipsem (23. dubna)
- Vydání knihy Diany, princezny z Walesu Diana: Her True Story, odhalující problémy v jejím manželství s nejstarším synem královny Charlesem, princem z Walesu, zejména jeho románek s Camillou Parker Bowles (The Sunday Times, 7. června)
- Zveřejnění fotografií Sarah, vévodkyně z Yorku opalující se nahoře bez se svým přítelem Johnem Bryanem (20. srpna)
- Zveřejnění intimních rozhovorů mezi Dianou a Jamesem Gilbey z magnetofonového záznamu jejich telefonních hovorů (24. srpna)
- Požár na hradě Windsor, jedné z oficiálních rezidencí královny (20. listopadu)

Poté, co pronesla svůj projev, došlo k další významné události: odloučení Charlese a Diany (9. prosince).

#### 2019
Rok 2019 byl některými komentátory popsán jako druhý annus horribilis pro britskou královskou rodinu. V lednu tohoto roku 97letý princ Philip narazil svým autem do jiného, ve kterém byly dvě ženy a dítě, a následně odevzdal svůj řidičský průkaz. Později v srpnu byla královna zapojena do ústavní krize, když jí premiér Boris Johnson poradil, aby odročila parlament, což bylo doporučení, které později Nejvyšší soud Spojeného království označil za nezákonné. Princ Andrew se zúčastnil všeobecně kritizovaného rozhovoru BBC Newsnight, ve kterém hovořil o svém vztahu s odsouzeným dětským sexuálním delikventem Jeffreym Epsteinem a došlo ke zvýšenému zájmu bulváru o rozpory mezi domácnostmi vévody z Cambridge a ze Sussexu.

### Boris Jelcin
Časopis Time popsal rok 1998 v ruské politice jako annus horribilis kvůli izolacionistické a militaristické politice Borise Jelcina, východoasijské finanční krizi a západním zemím, které odřízly peníze na reformy, které v předchozích letech dávali ruské vládě.

### Ben Affleck
Hollywoodský herec a filmař Ben Affleck jednou řekl, že rok 2003 byl jeho annus horribilis. Affleck hrál ve filmech Daredevil a Gigli, z nichž oba obdržely negativní recenze od kritiků. On a jeho snoubenka a později druhá manželka Jennifer Lopez byli navíc zesměšňováni a kritizováni veřejností za jejich zdánlivě vstřícný přístup a přílišné vystavování se bulvárním médiím.

### Kofi Annan
Kofi Annan, generální tajemník Organizace spojených národů, použil tuto frázi na své tiskové konferenci na konci roku 21. prosince 2004. Řekl: „Není pochyb o tom, že to byl obzvláště těžký rok, a jsem rád, že tento annus horribilis se blíží se ke konci.“ Jeho poznámky byly široce interpretovány jako narážky na přetrvávající obvinění z korupce v iráckém programu OSN „ropa za potraviny“. Mluvil také o nepokojích a násilí v Afghánistánu, Demokratické republice Kongo, Iráku, Palestině a Súdánu; probíhajícím procesu vnitřní reformy OSN; a „trvalé...kritice OSN“ a jeho osobně. Annanovy poznámky přišly pět dní před nejsmrtelnější událostí roku (a jednou z nejsmrtelnějších přírodních katastrof v historii), tsunami v Indickém oceánu 26. prosince, kdy zemřelo 227 898 lidí.

### Juan Carlos I.
V roce 2007 měla španělská královská rodina, zejména král Juan Carlos I., těžký rok. Rodinná tragédie a řada kontroverzí vedly španělské noviny k tomu, že rok označovaly za králův annus horribilis.
- V únoru zemřela ve svém bytě na předávkování sedativy Érika Ortizová Rocasolanová, nejmladší sestra Letizie, tehdejší asturské kněžny.[10]
- V červenci humoristický časopis El Jueves zveřejnil na obálce kresbu zobrazující Filipa VI. (tehdejšího asturského knížete) a již zmíněnou princeznu Letizii při sexu s popiskem: „Představ si, že skončíš těhotná. Tohle bude to nejblíže k práci, co jsem kdy v životě dělal." Satirizoval návrh vlády dát 2 500 eur rodičům novorozených dětí. Časopis byl zakázán a odstraněn z distribuce, což vedlo ke sporu o cenzuru.
- V září byli katalánští separatisté souzeni za to, že spálili fotografie krále Juana Carlose a královny Sofie na shromáždění proti monarchii a katalánských separatistů v Gironě, když si královský pár procházel město.
- Začátkem listopadu na XVII. ibero-americkém summitu, po slovní přestřelce mezi Hugo Chávezem, prezidentem Venezuely, a José Luisem Rodríguezem Zapaterem, předsedou španělské vlády, se král zeptal Cháveze: „¿Por qué no te callas?“ („Proč nedržíš hubu?“).
- Krátce po summitu královský rod oznámil odloučení královy dcery, vévodkyně z Luga, a jejího manžela Jaimeho de Marichalar. Pár má dvě děti, Felipeho a Victorii.

### Pandemie covidu-19
Rok 2020 byl označován za annus horribilis obecně pro celý svět, zejména kvůli pandemii covidu-19, která začala na konci roku 2019 a v průběhu roku 2020 se rychle rozšířila do celého světa. Rok 2020 byl také na 41. ročníku předávání cen Zlatá malina oceněn „Zvláštní cenou guvernérů za nejhorší kalendářní rok EVER!“. Na konci roku Netflix vydal Death to 2020, mockument pojednávající o událostech daného roku.

### Írán
Novinář David Leonhardt z New York Times popsal rok 2024 jako annus horribilis pro íránskou vládu a poukázal na neúspěšné výsledky útoků proti Izraeli v dubnu, úmrtí prezidenta Ebráhíma Raísího v květnu, smrt hlavního vedení Íránem podporovaného Hamásu a Hizballáhu během jejich válek proti Izraeli (včetně atentátu na Ismáíla Haníju z Hamásu v Teheránu v červenci), zvolení Donalda Trumpa v listopadu a kolaps režimu Bašára Asada v Sýrii v prosinci.